# 4Gamers
4Gamers（フォーゲーマーズ、中国語: 就肆電競）は、2013年に設立された、台湾のeスポーツの企画、実行、マーケティング、生放送といった業務を担う会社。eスポーツの競技と文化を促進し、eスポーツ大会を開催し、eスポーツコミュニティを活性化させることを主な目標としている。
会社のスローガンは「頂点への挑戦」。